# Sofia Okunewska

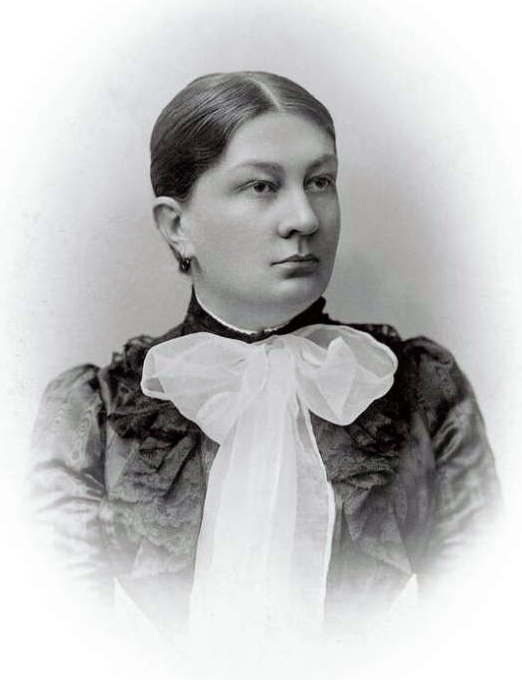
Sofia Okunewska-Morachevsky

Sofia Okunewska (* 12. Mai 1865 in Dowschanka, jetzt Bezirk Ternopil; †  24. Februar 1926 im polnischen Lemberg, jetzt Lwiw in der heutigen Ukraine) war – gemessen an der heutigen Grenzziehung – die erste Ärztin der Ukraine. Ihr Anliegen war die Geburtshilfe.

## Leben und Wirken
Sofia Okunewska  kam in der Region Galizien zur Welt, die damals zum Habsburgerreich Österreich-Ungarn gehörte als Tochter von Atanas Danilovich Okunevsky und Karolina Luchakivska. Die Mutter starb 1870. Seitdem wurde Sofia von ihrer Tante Theophilia Okunevskaya-Ozarkevich aufgezogen.
Sie durfte eine höhere Schule besuchen, was zu ihrer Zeit für Mädchen ungewöhnlich war, und legte 1886 mit sehr guten Noten das Abitur ab. Sie ist die erste Frau in Galizien, die ein Abitur und eine Universitätsausbildung erhalten hat.
Anschließend ging sie nach Zürich und studierte dort Medizin. Zeitgleich veröffentlichte sie unter dem Pseudonym „Yeryna“ Geschichten über das Großstadtleben im Sammelband „The First Wreath“, den die Frauenrechtlerinnen Natalija Kobrynska und mit Olena Ptschilka herausgaben.
1890 heiratete sie den polnischen Studenten Vaclav Morachevsky. 1896 kam der gemeinsame Sohn Juri zur Welt. Im gleichen Jahr gab Okunewska ihre Doktorarbeit ab und wurde zur Doktorin der Medizin promoviert.
Nach der Geburt der Tochter Eva im Jahr 1898 lebte die Familie in der Schweiz und im heutigen Tschechien, bevor Sofia Okunewska an einem Krankenhaus in Lwiw zu arbeiten begann. Sie spezialisierte sich auf Gynäkologie und gab Kurse in Geburtshilfe.
Im Ersten Weltkrieg versorgte Okunewska verwundete Ukrainer und Ukrainerinnen. Nach dem Ersten Weltkrieg ließ sie sich scheiden und eröffnete eine eigene kleine Arztpraxis. Als Erste setzte sie in Galizien und Österreich-Ungarn die Strahlentherapie im Kampf gegen Krebs ein.
Sie starb 1926 an einer Blinddarmentzündung.